# 番所庭園
番所庭園（ばんどこていえん）は和歌山県和歌山市の雑賀崎にある庭園。

## 概要
雑賀崎西端、和歌浦湾に突き出た岬「番所の鼻」にある芝生庭園である。庭園のある岬は江戸時代より紀州藩の海上への見張り番所が置かれた場所であったことから「番所の鼻」と呼ばれ、当庭園はその見張り番所の跡地を整備したものである。当庭園は紀伊水道に浮かぶ大島（男島）、中ノ島（女島）、双子島を眼前に望む景勝の地であり、夕日の名所としても知られる。
和歌山市万葉めぐりコースおよび、せとうち夢海道50景に選定されている。

## 利用情報
- 開園時間 - 8:00～17:00（4～8月は9:00～18:00）
- 入館料 - 500円
- 休園日 - 年中無休（雨天を除く）
- 所在地 - 〒641-0062 和歌山県和歌山市雑賀崎629
- 電話番号 - 073-444-6533
- 交通アクセス
  - 南海和歌山市駅またはJR和歌山駅から和歌山バス雑賀崎方面行き（雑賀崎循環バス）で約40分、「雑賀崎遊園」で下車、徒歩約15分 [1]

## 周辺
- 和歌浦
  - 雑賀崎、雑賀埼灯台、新和歌浦、紀州東照宮、和歌浦天満宮、玉津島神社、不老橋、片男波海岸
- 養翠園